# Rascacielos Urquinaona
El rascacielos Urquinaona, también conocido con el nombre de edificio Fàbregas es un edificio de la ciudad de Barcelona, proyectado por el arquitecto madrileño Luis Gutiérrez Soto. Está catalogado como bien de interés local.

## Historia y características
El edificio, que se extiende por los números 16 y 18 de la calle Jonqueres y los números 2 y 4 de la calle Trafalgar, cuenta con 15 plantas y presenta un estilo funcionalista y racionalista. Su dirección es calle Junqueras, 18.
El proyecto del edificio de Luis Gutiérrez Soto se remonta por lo menos a 1936. La obra se detuvo sin embargo poco después de estallar la Guerra Civil Española; se tuvo que esperar a que se terminara el conflicto, en un momento en el que Gutiérrez Soto se había convertido en uno de los arquitectos predilectos de la dictadura, para poder reanudarse la obra. En el momento de su inauguración en 1944, se le consideró un hito arquitectónico de la posguerra. El uso del edificio es mixto: las primeras cinco plantas están destinadas a oficinas mientras que el resto son viviendas.